# Stock Car Speed Association
Die britische Stock Car Speed Association (SCSA) ist der Veranstalter der gleichnamigen Serie von Tourenwagen-Rennen (Stock Car). Sie greift dabei das Konzept der in den USA sehr erfolgreich vermarkteten NASCAR-Serie auf, deren Rennen ebenfalls fast ausschließlich auf Oval-Rennstrecken durchgeführt werden.

## Geschichte
Waren Hochgeschwindigkeits-Rennstrecken bis ins Jahr 2000 in Europa unüblich, änderte sich die Situation mit der Eröffnung der EuroSpeedway Lausitz und dem Rockingham Motorspeedway im englischen Corby. Daraufhin wurde im Jahr 2001 die SCSA mit Sitz an der Oval-Rennstrecke von Rockingham gegründet.
Zunächst firmierte die Rennserie unter dem Namen "ASCAR" und war stark an das erfolgreiche US-Pendant angelehnt. 2003 folgte die Umbenennung der Meisterschaft in Days of Thunder Series. Eine Anspielung auf den Kinofilm Tage des Donners mit Tom Cruise. Aber bereits am 20. November 2004 folgte mit der SCSA der vorläufig letzte Name.
In den Jahren 2002 und 2003 präsentierte sich die Serie auch in Deutschland auf dem EuroSpeedway Lausitz. Aufgrund finanzieller Probleme und mangelndem Interesse von Zuschauer und Teams fuhr die Serie 2004 jedoch nur in heimatlichen Rockingham. Mit dem Gewinn eines neuen Hauptsponsors im Jahr 2007 erhielt die Serie mit SCSA MAC Tools V8 Trophy erneut einen neuen Namen. In dem darauf folgenden Jahr wurde die Ausrichtung der Rennserie neu überdacht und neben Ovalrennenstrecken nun auch normale Kurse in den Rennkalender aufgenommen. Dabei konzentrierte sich die nun VSR V8 Trophy umbenannte Serie weiterhin stark auf Großbritannien, lediglich ein Meisterschaftslauf im französischen Croix-en-Ternois bildet eine Ausnahme.
In der Winterpause 2008/2009 fusionierten die bislang als Konkurrenzrennserie ausgetragene belgische Meisterschaft CAMSO mit der VSR V8 Trophy. Dazu wurde mit European Late Model eine neue Serie ins Leben gerufen und die alten nationalen Serien nicht weiter fortgesetzt.